# Lough Neagh
Lough Neagh ([loch nei], irsky Loch nEathach) je jezero v Severním Irsku, které je největší sladkovodní plochou na ostrově Irsko i na celých Britských ostrovech. Břehy jezera jsou rozděleny mezi 5 ze 6 severoirských hrabství: Antrim, Armagh, Londonderry, Down, Tyrone. Má rozlohu 382 km². Je 30 km dlouhé a 15 km široké. Leží asi 30 km západně od Belfastu v nadmořské výšce 16 m. Jezero je velmi mělké s průměrnou hloubkou okolo 9 m. Maximální hloubky dosahuje 25 m.

## Pobřeží
Rozkládá se na plošině Antrim. Břehy jsou nízké, často bažinaté, na severu vyvýšené.

## Ostrovy
Na jezeře je mnoho ostrovů. Nejvýznamnější jsou Coney Island, Coney Island Flat, Croaghan Flat, Derrywarragh Island, Padian, Phil Roe's Flat a The Shallow Flat.

## Vodní režim
Přítoky jezera jsou např. Bann, Ballinderry a Main. Z jezera odtéká řeka Bann do Atlantského oceánu. Ačkoli je jezero používané pro různé rekreační a komerční aktivity, počasí na něm je často bouřlivé a větrné. Místní záchranná služba je v pohotovosti 24 hodin denně.

## Doprava
Na jezeře je rozvinutá lodní doprava.

## Fauna
Na jezeře je rozvinuté rybářství (pstruzi, úhoři) a úhoři z jezera se vyvážejí do celého světa.

## Osídlení
Na březích leží města Antrim, Toomebridge, Ballyronan, Lurgan, Craigavon a Magherefelt.